# Geoffrey Allan Crossley
Geoffrey Allan Crossley CMG (* 11. November 1920; † 13. Juni 2009) war ein britischer Diplomat.

## Leben
Geoffrey Allan Crossley studierte am Gonville and Caius College der University of Cambridge. Nach einer Tätigkeit beim Ministry of Supply war er ab Dezember 1942 beim Allied Forces Headquarters AFHQ in Algier tätig. Als das Comité français de la Libération nationale gebildet wurde, war Crossley bei diesem der Vertreter der britischen Krone. Im Oktober 1944 wurde er als Botschaftssekretär zweiter Klasse nach Paris versetzt.
Am 30. Oktober 1945 wurde er in den auswärtigen Dienst berufen. Im Foreign Office wurde er ab dem 21. Januar 1948 als Botschaftssekretär dritter Klasse eingesetzt. Am 11. November 1948 wurde er zum Botschaftssekretär zweiter Klasse befördert.
Am 20. August 1949 wurde er zum Spezialkomitee der Vereinten Nationen für den Balkan nach Athen gesandt, wo er ab 9. Oktober 1949 den wechselnden Sitz des Vereinigten Königreichs besetzte. Am 29. April 1952 wurde er Stellvertretender Regional Information Officer in Singapur. Am 1. Juli 1953 wurde er zum Botschaftssekretär erster Klasse befördert. Ab 21. Februar 1955 wurde er wieder im FCO eingesetzt.
Am 28. Juni 1957 wurde er zum britischen Konsul in Frankfurt am Main ernannt, wo er von 1957 bis 1959 als geschäftsführender Generalkonsul fungierte. Im August 1959 wurde er in das politische Büro der Middle East Forces in Zypern berufen, wo er 1961 als politischer Vertreter fungierte. Im Oktober 1961 wurde er nach Bern entsandt, wo er Geschäftsträger war.
Crossley wurde dann Leiter der Abteilung für West- und Nordafrika im Foreign Office, anschließend stellvertretender Hochkommissar in Lusaka. Nach einer Zeit an der Botschaft in Oslo wurde er Botschafter in Kolumbien und am Heiligen Stuhl. Er war früh über die Papabilität von Johannes Paul II. informiert.
| Vorgänger            | Amt                                                      | Nachfolger            |
| -------------------- | -------------------------------------------------------- | --------------------- |
| Paul Francis Grey    | britischer Botschafter in der Schweiz 1962 bis 1963      | Paul Francis Grey     |
| Thomas Edward Rogers | britischer Botschafter in Kolumbien 1973 bis 1977        | Richard Alvin Neilson |
| Dugald Malcolm       | britischer Botschafter beim Heiligen Stuhl 1978 bis 1980 | Sir Mark Heath        |